# Karl Alfred Schwarzmann
Karl Alfred Schwarzmann, nemški častnik in telovadec, * 23. marec 1912, Fürth, † 11. marec 2000, Goslar.

## Življenjepis
Leta 1933 je vstopil v Reichswehr; kot podčastnik je nato na gimnastiki poletnih olimpijskih igrah leta 1936 osvojil 3 zlate in 2 bronasti medalji.
30. junija 1938 je izstopil iz aktivne vojaške službe in postal civilni športni pedagog na Športni šoli Heera v Wünsdorfu. Kljub vsemu je ostal rezervni poročnik.
Kljub temu je vseskozi sodeloval pri urjenju in aktivnosti padalskih enot, tako da je sam opravil tudi nekaj padalskih skokov.
1. januarja 1939 je bil vpoklican v aktivno službo in dodeljen padalskim enotam. V teh enotah je sodeloval v poljski kampanji leta 1939 in francoski kampanji leta 1940; med zadnjo se je v bojih izkazal in posledično prejel viteški križec železnega križca.
Nato je sodeloval še pri invaziji na Kreto, nakar je bil med letoma 1942 in 1944 na vzhodni fronti. 
4. marca 1944 je zbolel za posledicami stare pljučne rane, ki jo je staknil v Franciji leta 1940, in bil poslan v zaledje.
Od 9. maja do 10. oktobra 1945 je bil v britanskem vojnem ujetništvu.
Leta 1952 je nato sodeloval na poletnih olimpijskih igrah v Helsinkih, kjer je kljub medvojnim ranam in starosti 40 let osvojil novo srebrno medaljo na drogu.

## Napredovanja
- 1. april 1940 - nadporočnik
- 27. junij 1942 - stotnik
- 20. april 1944 - rezervni major